# Proterocosma
Proterocosma é um gênero de traça pertencente à família Agonoxenidae.